# Martin Béhé
Pour les articles homonymes, voir Béhé (homonymie).
Martin Béhé est un prêtre et historien alsacien, né le 2 février 1877 et mort le 24 avril 1963 à Triembach-au-Val dans le département du Bas-Rhin.

## Biographie

### Précepteur
Martin Béhé est le fils de Nicolas Béhé, garde champêtre, et de Barbe Munsch. 
Il fait ses études de théologie à Paris et à Crémone en Italie. Il est ordonné prêtre à Crémone en 1903. Il est précepteur à Grusmühlen, dans l'actuel arrondissement du Pays de l'Ems, de 1903 à 1908 puis à Altviller dans le département de la Moselle de 1908 à 1921.

### Curé
Martin Béhé est ensuite le curé de Metzeral-Sondernach de 1921 à 1956. Il y fait reconstruire l'église détruite par la guerre et en fait une église votive, également appelée église de l'Emm, en souvenir des soldats morts de la Première Guerre mondiale.

### Auteur
Il publie en 1920 à Strasbourg un petit livre intitulé Heures inoubliables, recueil des relations des fêtes de libération, des discours prononcés dans plus de 180 villes et villages d'Alsace et de Lorraine en novembre et décembre 1918.... Selon l'historien Bruno Cabanes, « Cet ouvrage d'apparence modeste est en fait exceptionnel : il regroupe les récits de dizaines d'enquêteurs locaux, instituteurs, maires, curés de paroisse, simples administrés, qui décrivent les circonstances de l'arrivée des troupes françaises dans plus de 80 communes alsaciennes et lorraines. ». Ces récits présentent une structure narrative souvent similaire, présentant l'attente de la population, qui pavoise aux couleurs françaises avant l'arrivée des troupes, puis sa ferveur quand cette dernière se produit. Si l'on peut s'interroger sur l'authenticité de certains des discours recueillis, ce recueil témoigne de la transmission de la mémoire de ces événements.
Martin Béhé est aussi l'auteur de récits patriotiques, d'études historiques et de pièces de théâtre, en français, en allemand et en alsacien.

## Publications
- Heures inoubliables : recueil des relations des fêtes de libération, des discours prononcés dans plus de 180 villes et villages d'Alsace et de Lorraine en novembre et décembre 1918 et des impressions personnelles des maréchaux et des généraux, Strasbourg - Nancy, F.-X. Le Roux - Berger-Levrault, 1920, 447 p.[1],[2].
- (gsw-FR) Robert, s'Kriegswaisekind : Kinderspiel in 1 Akt, Strasbourg, F.-X Le Roux, 1933, 28 p.
- Nos Beaux Soldats des Vosges : Aux enfants d'Alsace, Rixheim (Haut-Rhin), Imprimerie de Sutter, 1935, 176 p. (lire en ligne)[1].
- (gsw-FR) D'Mueter bschetzt ehr Kind : preisgekröntes Drama in 3 Akten für die Mädchenbühne, Mulhouse, éditions Salvator, 1936 (réimpr. 1947), 24 p.
- Le monument de reconnaissance du "Souvenir Alsacien" à Metzeral-Sondernach, Paris, imprimerie Souchet, 1949.
- (de) Droben auf der Emm : die Pfarr Votiv- und Wallfahrtskirche in Metzeral-Sondernach, Colmar, Les éditions d'Alsace, 1954, 238 p.[1].
- (de) Eine *Garbe gepflueckter Blumen fuer den Marienalter : Album zum Andenken an das " Marianische Jubilaeumsjahr 1954, Strasbourg, F.-X Le Roux, 1954, 128 p.